# Krefft-huszárteknős
A Krefft-huszárteknős (Emydura macquarii krefftii vagy Emydura krefftii) a hüllők (Reptilia) osztályának a teknősök (Testudines) rendjéhez, ezen belül a kígyónyakúteknős-félék (Chelidae) családjának Emydura nemének, macquarii fajához tartozó alfaj.

## Előfordulása
Ausztrália keleti részén honos.

## Megjelenése
Páncélja és a végtagjai sötétek, hasi része világos.

## Életmódja
Tápláléka halakból, rovarokból és lárváikból, valamint puhatestűekből és vízinövényekből áll. Míg fiatal korában a fehérjealapú táplálék dominál, kifejlett méretétől ezt zömében átveszi a növényi eleség.

## Szaporodása
Jellemzően közel a vízhez homokba rakja tojásait, melynek száma 4-10 lehet.

## Külső hivatkozás
- Teknősfórum.com
- Australian Freshwater Turtles Forum
- Képek az interneten a fajról